# Nordthy A/S
Nordthy A/S er en dansk konfekturevirksomhed, der producerer kiks, kage, brød, snacks, slik og chokolade. Virksomheden er lokaliseret i Østerild i Nordthy, hvor de har ca. 115 ansatte. I 2023 omsatte de for 795 mio. kroner. Nordthy A/S ejes af familien Lukassen.

## Historie
I 1966 etablerede Børge Lukassen virksomheden, B.lukassens Kager, som en kageproducent, der selv leverede kager med deres egne kagebiler. 
I 1984 etableredes selskabet Nordthy Biscuits, Østerild ApS, som havde 10 kagebiler. I 1994 var de nået op på 15 kagebiler. 
I 2005 påbegyndte virksomheden en forandringsproces, hvor de begyndte at importere fødevarer og der blev gradvist lukkes ned for kagebilerne. Endvidere blev de første varer markedsført under deres nye Nordthy-mærke. I 2007 opkøbte de Nordic Candy ApS, hvilket blev opstarten på Nordthy Slik. I 2010 skiftede virksomheden navn til Nordthy A/S og det samme år opkøbte de kageproducenten BE Kager i Rødekro. Efter en række udvidelser af domicilet i Østerild var Nordthy A/S i 2023 nået en størrelse på 20.000 m2. 